# Лафаєтт (округ, Міссурі)
Шаблон:StateAbbr_ 39°04′ пн. ш. 93°47′ зх. д. / 39.06° пн. ш. 93.78° зх. д.
Округ Лафаєтт (англ. Lafayette County) — округ (графство) у штаті Міссурі, США. Ідентифікатор округу 29107.

## Демографія
За даними перепису
2000 року
загальне населення округу становило 32960 осіб, зокрема міського населення було 13652, а сільського — 19308.
Серед мешканців округу чоловіків було 16131, а жінок — 16829. В окрузі було 12569 домогосподарств, 9095 родин, які мешкали в 13707 будинках.
Середній розмір родини становив 3,01.
Віковий розподіл населення поданий у таблиці:
| Стать    | До 15 років | 15-21 | 22-29 | 30-39 | 40-49 | 50-65 | 65-85 | Понад 85 |
| -------- | ----------- | ----- | ----- | ----- | ----- | ----- | ----- | -------- |
| Чоловіки | 3609        | 1654  | 1423  | 2292  | 2416  | 2662  | 1846  | 229      |
| Жінки    | 3392        | 1504  | 1413  | 2363  | 2427  | 2726  | 2402  | 602      |

## Суміжні округи
- Керролл — північний схід
- Салін — схід
- Джонсон — південь
- Джексон — захід
- Петтіс — південний схід
- Рей — північний захід

## Виноски
1. ↑  U.S. Decennial Census. United States Census Bureau. Архів оригіналу за 4 квітня 2018. Процитовано 16 листопада 2014.
2. ↑  Historical Census Browser. University of Virginia Library. Архів оригіналу за 11 серпня 2012. Процитовано 16 листопада 2014.
3. ↑  Population of Counties by Decennial Census: 1900 to 1990. United States Census Bureau. Архів оригіналу за 3 грудня 2014. Процитовано 16 листопада 2014.
4. ↑  Census 2000 PHC-T-4. Ranking Tables for Counties: 1990 and 2000 (PDF). United States Census Bureau. Архів оригіналу (PDF) за 18 грудня 2014. Процитовано 16 листопада 2014.
5. ↑  State & County QuickFacts. United States Census Bureau. Архів оригіналу за 7 червня 2011. Процитовано 10 вересня 2013.(англ.) Наведено за англійською вікіпедією.
6. ↑  American FactFinder. Бюро перепису населення США. Архів оригіналу за 26 лютого 2012. Процитовано 31 січня 2008.

| США | Це незавершена стаття з географії США. Ви можете допомогти проєкту, виправивши або дописавши її. |